# Ceratognathus mentiferus
Ceratognathus mentiferus es una especie de coleóptero de la familia Lucanidae.

## Distribución geográfica
Habita en Nueva Gales del Sur y el oeste de  Australia.